# Xylotrechus demonacioides
Xylotrechus demonacioides là một loài bọ cánh cứng trong họ Cerambycidae.